# Catacombe di San Giovanni
Le catacombe di San Giovanni sono antiche aree cimiteriali sotterranee che, secondo la tradizione, ospitarono nell'adiacente Cripta di San Marziano, primo vescovo di Siracusa, l'apostolo Paolo, il quale avrebbe predicato ai primi cristiani d'occidente. Si trovano nel quartiere siracusano di Acradina, vicino la chiesa di San Giovanni.

## Storia
Furono edificate tra il 315 e il 360 d.C., successivamente alterate per cercare reliquie di Santi e tesori. Vennero scoperte dall'archeologo Paolo Orsi tra il 1893 e il 1909 e tutt'oggi si utilizza il suo percorso per visitarle. Sono le sole catacombe completamente accessibili al pubblico e interamente esplorate.

## Struttura
Le Catacombe di San Giovanni si sviluppano lungo il percorso di un antico acquedotto greco, di cui sono ancora visibili tracce sulla volta, e seguono un sistema di gallerie regolari ispirato alla struttura del "castrum", il classico accampamento militare romano. Una galleria principale, il "decumanus maximus", attraversa il complesso, da cui si diramano dieci gallerie secondarie. Queste conducono a quattro ampie rotonde (ex cisterne dell'acquedotto): la rotonda di Antiochia, quella di Marina, la rotonda di Adelfia e la rotonda dei Sarcofagi. Un'altra piccola vasca rettangolare è nota come "cubicolo di Eusebio".
Lungo le pareti delle gallerie si possono osservare numerosi loculi rettangolari, originariamente chiusi con lastre di marmo, mattoni o tegole. La maggior parte di essi erano destinati a sepolture individuali, ma non mancavano gli "arcosoli polisomi", sepolture di famiglia o corporazioni, scavate nella roccia con ingresso ad arco, capaci di ospitare da due a venti corpi.
Queste catacombe sono celebri anche per il sarcofago di Adelfia, rinvenuto nel 1872 e oggi custodito nel Museo Archeologico Paolo Orsi di Siracusa.